# Josef Ambacher

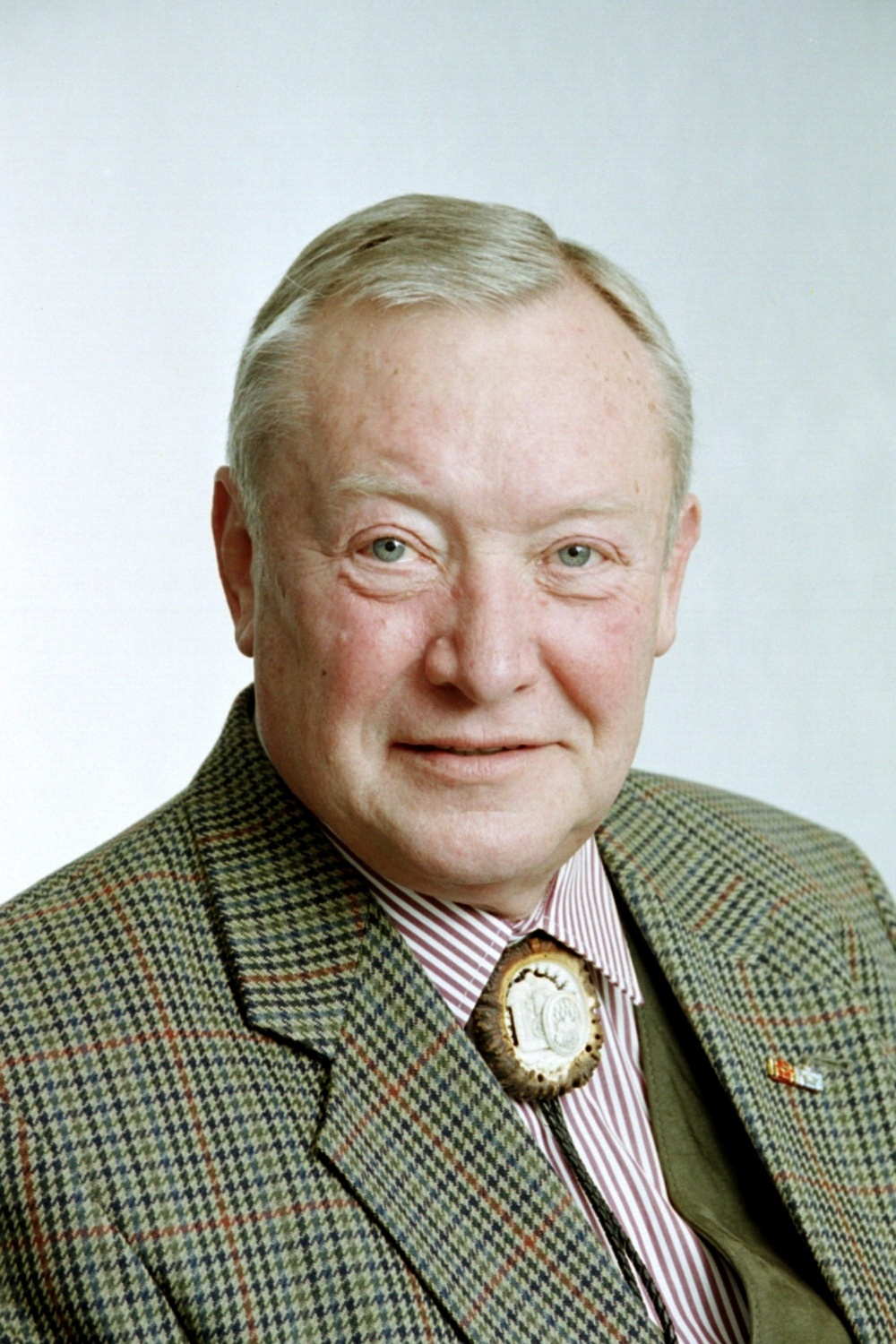
Josef Ambacher, 2007

Josef Ambacher (* 9. Dezember 1940 in München; † 8. September 2012 in Vogtareuth, Bayern) war ein deutscher Bankdirektor und Präsident des Deutschen Schützenbundes e. V.

## Leben

### Verbandstätigkeit
Ambacher trat 1954 in die Schützengesellschaft „D’ Oberlandler“ in Starnberg ein. Von 1981 bis 1993 war er 1. Gauschützenmeister im Schützengau Starnberg. 1978 wurde er Vertreter der bayerischen Schützen im Deutschen Schützenbund und Mitglied des Gesamtvorstandes. Von 1987 bis 2008 war Josef Ambacher 1. Landesschützenmeister des Bayerischen Sportschützenbundes (BSSB). Er hat es in dieser Funktion verstanden, Freizeit- und Leistungssport, Traditionsgedanken und gesellschaftlichen Auftrag des Schützenwesens gleichermaßen zu fördern. Bei der außerordentlichen Delegiertenversammlung im Februar 2006 kaufte der BSSB auf seine Initiative die Olympiaschießanlage in Garching-Hochbrück.
Am 20. April 1994 wurde er auf dem 43. Deutschen Schützentag als Nachfolger von Andreas Hartinger zum Präsidenten des Deutschen Schützenbundes gewählt und bekleidete dieses Amt bis zu seinem Tod. Er leitete erfolgreiche und zukunftsweisende Entwicklungen, besonders in Jugend-, Breiten- und Spitzensport. Unter seiner Führung wurde der Verband finanziell auf eine gute Basis gestellt. Im Jahr 2000 wurde von ihm die Stiftung Deutscher Schützenbund ins Leben gerufen. Ambacher war Schatzmeister des Deutschen Olympischen Komitees. Diesen Posten musste er wegen einer anfälligen Bemerkung, die während einer Schützenversammlung geschah, im Jahr 2003 räumen.
Ambacher war Administrative beim Internationalen Schießsportverband (ISSF).

### Privates
Ambacher war Vater einer Tochter und lebte in Starnberg.

## Auszeichnungen
- 2008: Ehren-Landesschützenmeister des Bayerischen Sportschützenbundes
- Bayerischer Verdienstorden
- 1998: Bundesverdienstkreuz 1. Klasse